# Andreollus Gwasco
Andreollus Gwasco z Soldai (zm. w 1488/1489 roku) – wojski kaliski około 1487 roku, starosta Gniezna w latach 1483–1487-(1488/1489).
Był Genueńczykiem z Kaffy, potem na służbie Uriela Górki.